# Адам Копланд
Адам Џозеф Копланд (енгл. Adam Joseph Copeland; Оринџвил, 30. октобар 1973) познатији као Еџ (енгл. Edge) је канадски глумац и пензионисани професионални рвач. Еџ је био четири пута WWE шампион, седам пута World Heavyweight шампион, пет пута интерконтинентални шампион, 14 пута тимски шампион као и победник Royal Rumble меча (2010) и King of the Ring такмичења (2001), као и освајач Money in the Bank уговора (2005).

## Биографија
Копланд је рођен у граду Оринџвил у провинцији Онтарио у Канади, Џуди Копланд, мајке која је радила два посла да ми прехранила сина док до данашњег дана, он никада није срео свог оца или чак видео његову слику. Адам је постао заинтересован за професионално рвање у младости, његови омиљени рвачи су Курт Хенинг, Ренди Севиџ, Халк Хоган, Шон Мајклс, и Брет Харт. Када је имао 17 година, освојио је такмичење у писању есеја са својиом локалном теретаном, а његова награда је бесплатна обука рвања код професионалних тренера у Торонту а самим тим и могућност да постане рвач. Еџ је радио мечеве у разноразним промоцијама пре свега у Онтариу да би 1996. године добио развојни уговор у компанији World Wrestling Entertainment где је радио током целе своје каријере. Еџ се услед повреде врата 2011. године повукао из рвања.